# Шахринав
Шахринав (тадж. Шаҳринав — букв. «Новый город»: до 1932 — Чиптура) — село в Гиссарской долине, административный центр одноимённого джамоата и района республиканского подчинения Республики Таджикистан. Население — 8851 чел. (2017).

## История
Поблизости от посёлка находится достаточно большое городище. Его площадь 360 га, длина стен достигает 7 км.
В советской исторической науке городище отождествлялось с городом Ланьши, столицей Кушанского царства. При Канишке I столица царства была перенесена в Пурушапур на территории современного Пакистана.
Сыма Цянь:
Население Дася многочисленно, более миллиона человек. 
 Их столица называется Ланьшичэн, там есть рынок, где торгуют любыми товарами.Исторические записки, глава 123
Российский востоковед Л. А. Боровкова отождествляет археологический памятник Шахринавское городище с основанной Эвкратидом I столицей Бактрии Эвкратидой, захваченной кушанским царем Куджулой Кадфизом. Г. А. Пугаченкова ошибочно отождествляла Шахринав с городом Хамаваран. В действительности город в послекушанский период был оставлен.